# 圣叙尔皮斯神学院

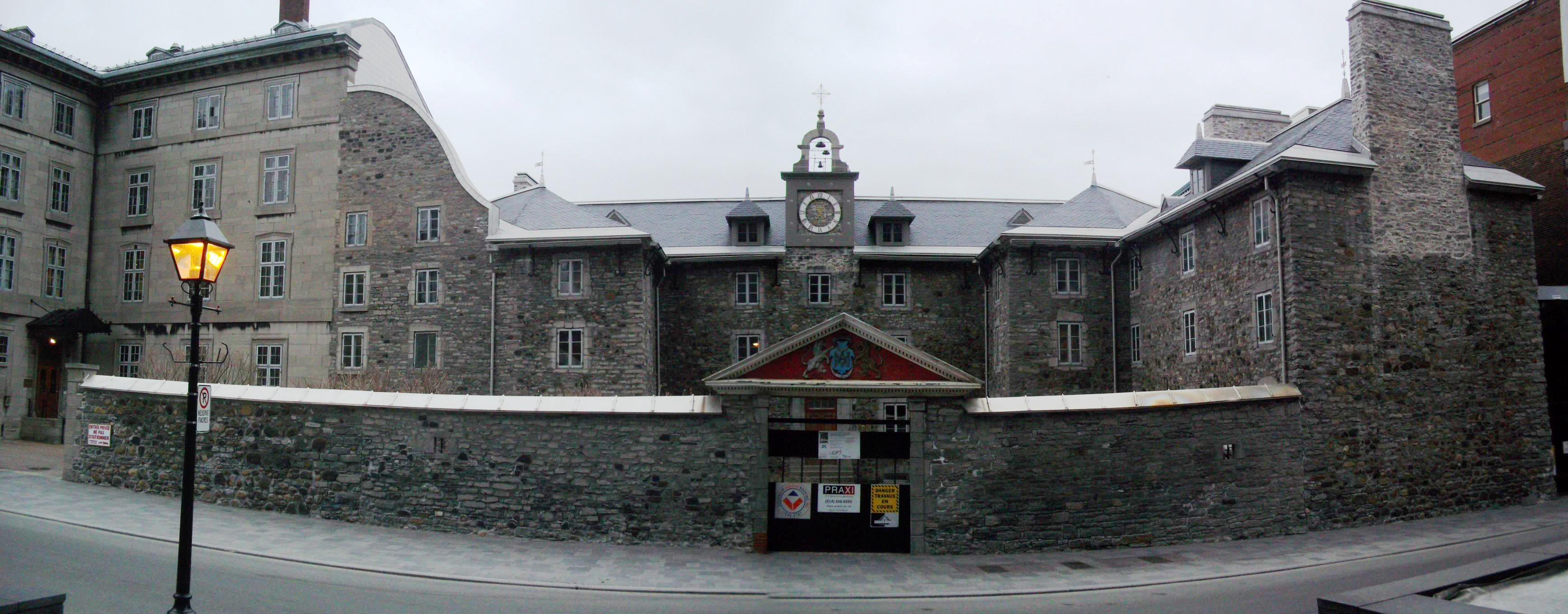

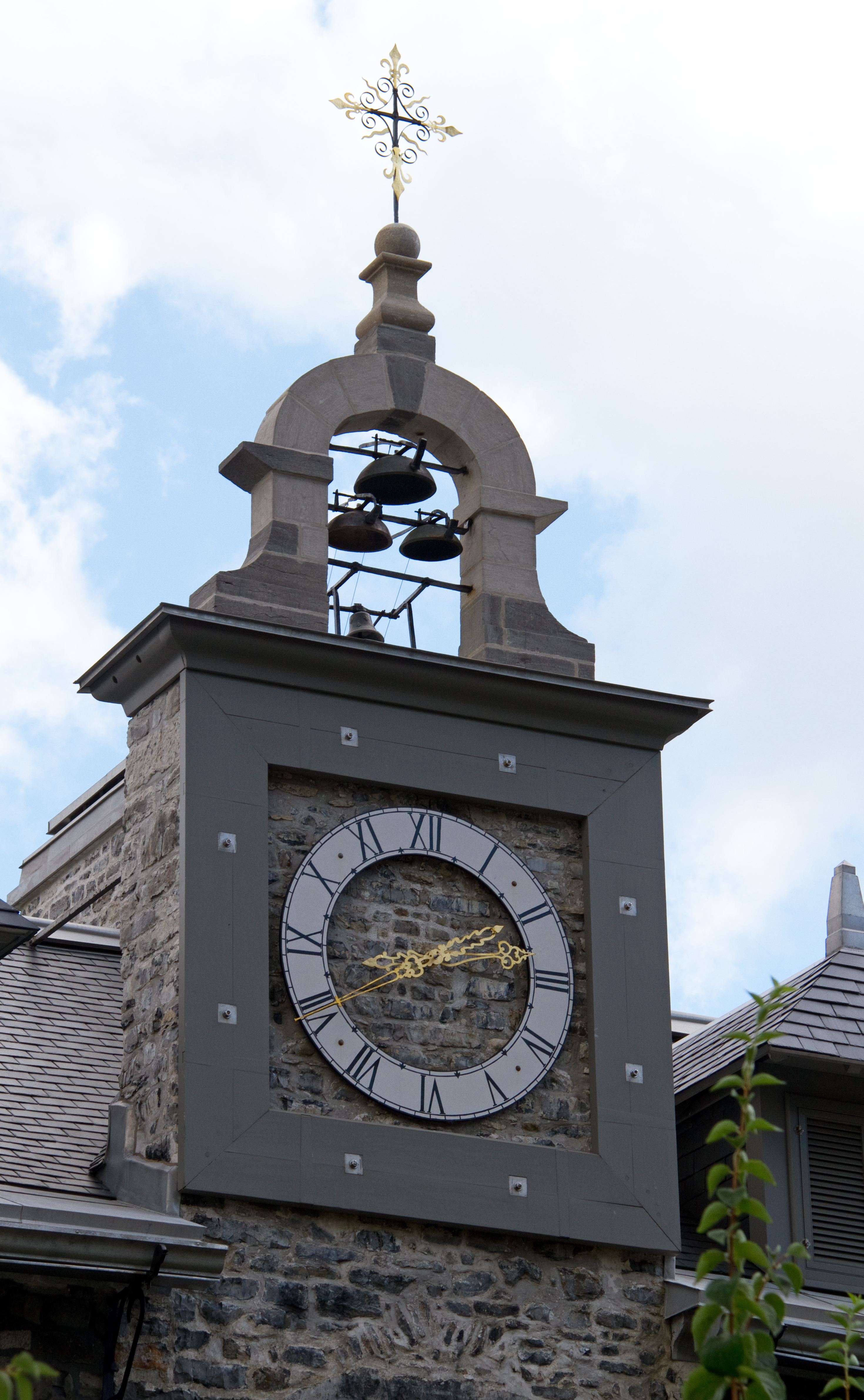
钟

圣叙尔皮斯神学院（法語：Vieux Séminaire de Saint-Sulpice）是加拿大魁北克省蒙特利尔的一座历史建筑。这是该市第二古老的建筑物，1980年列为加拿大国家历史遗址。它位于蒙特利尔老城区的圣玛丽城（Ville-Marie）区，毗邻蒙特利尔圣母圣殿，面向兵器广场。神学院是一座U 形建筑，拥有宫殿风格。
圣叙尔皮斯神学院由圣叙尔皮斯会创建于1657年。工程由卡松神父开始于1684年，完成于1687年，后来又增添了钟（1713年）。该修会致力于教区神父的教育，以及向新法兰西的土著居民传教。